# Benedikt Würth
Benedikt Würth (Berg, 20 januari 1968) is een Zwitsers politicus voor de Christendemocratische Volkspartij (CVP/PDC) uit het kanton Sankt Gallen. Hij zetelt sinds 2019 in de Kantonsraad.

## Biografie

### Opleiding
Benedikt Würth studeerde rechten aan de Universiteit van Sankt Gallen.

### Lokale politiek
In 2000 werd hij verkozen tot burgemeester van Jona. Als burgemeester leidde hij de fusie van zijn gemeente met Rapperswil in goede banen. Vanaf de fusie in 2007 was hij burgemeester van de fusiegemeente Rapperswil-Jona.

### Kantonnale politiek
In 1996 werd hij verkozen in de Kantonsraad van Sankt Gallen. Van 2008 tot 2011 was hij er fractieleider van zijn partij. In 2011 werd hij vervolgens verkozen in de Regeringsraad van Sankt Gallen, waar hij bevoegd werd voor economische zaken en vanaf 2016 voor financiën.

### Federale politiek
Nadat zittend Kantonsraadslid Karin Keller-Sutter (FDP/PLR) eind 2018 tot lid van de Bondsraad werd verkozen, diende er in haar kanton Sankt Gallen nieuwe verkiezingen te worden georganiseerd. Benedikt Würth stelde zich kandidaat-Kantonsraadslid en werd op 19 mei 2019 verkozen. Bij de parlementsverkiezingen van 2019 stelde Würth zich kandidaat om zichzelf op te volgen. Met 70.594 stemmen (49,6%) haalde hij in de eerste ronde op 20 oktober 2019 wel de meeste stemmen maar net geen absolute meerderheid. In de tweede ronde op 17 november 2019 werd hij wel herverkozen.